# Ruta 805 (Costa Rica)
La Ruta 805, oficialmente Ruta Nacional Terciaria 805, es una ruta nacional de Costa Rica ubicada en la provincia de Limón.

## Descripción
En la provincia de Limón, la ruta atraviesa el cantón de Matina (los distritos de Matina, Batán).